# Nyergesújfalu
Nyergesújfalu [něrgešújfalu] (německy Neudorf) je město v Maďarsku v župě Komárom-Esztergom, spadající pod okres Ostřihom. Město se nachází u břehu Dunaje, těsně u hranice se Slovenskem, a tvoří aglomeraci s městem Lábatlan. Nachází se asi 33 km severovýchodně od župního města Tatabánye, 11 km jihozápadně od Ostřihomi a 25 km východně od Komárna. V roce 2015 zde žilo 7 402 obyvatel. Podle údajů z roku 2011 zde byli 88,1 % Maďaři, 5 % Němci, 0,9 % Romové a 0,3 % Slováci.
V okolí města se nachází pohoří Gerecse. Žije zde mnoho druhů ptáků, jako např. kormorán velký, kachna divoká, orel mořský nebo racek chechtavý, migrují zde husa polní, hohol severní, polák chocholačka, morčák velký, morčák malý, pisík obecný a racek bělohlavý. Je zde též možné spatřit ledňáčka říčního nebo vlhu pestrou.
Nejbližšími městy jsou Lábatlan a Tát. Poblíže je též obec Bajót.